# Cal Felipet
Cal Felipet és una obra amb elements renaixentistes del Palau d'Anglesola (Pla d'Urgell) inclosa a l'Inventari del Patrimoni Arquitectònic de Catalunya.

## Descripció
Habitatge entre mitgeres a la que li resta la façana com a únic element històric. En el paredat de carreus regulars de filada s'obre un gros portal dovellat i dues finestres rectangulars amb trencaaigües a la base. Una finestra té els cantells motllurats.

## Història
Afegit recent de l'arcada de la golfa. Més tard s'hi afegí encara la finestra de la plata baixa.